# Rijsenburg
Rijsenburg est une ancienne commune néerlandaise située dans la province d'Utrecht.
Entièrement encerclé par l'agglomération de Driebergen, Rijsenburg forme désormais un seul village-jumeau avec Driebergen, sous le nom de Driebergen-Rijsenburg. Le 1er mai 1931, les deux communes fusèrent ; mais depuis 1850 déjà, le maire de Driebergen était également maire de Rijsenburg. De 1812 à 1818, Rijsenburg faisait déjà partie de la commune de Driebergen.
Considéré désormais comme un seul village, Driebergen-Rijsenburg fait partie de la commune d'Utrechtse Heuvelrug depuis 2006.

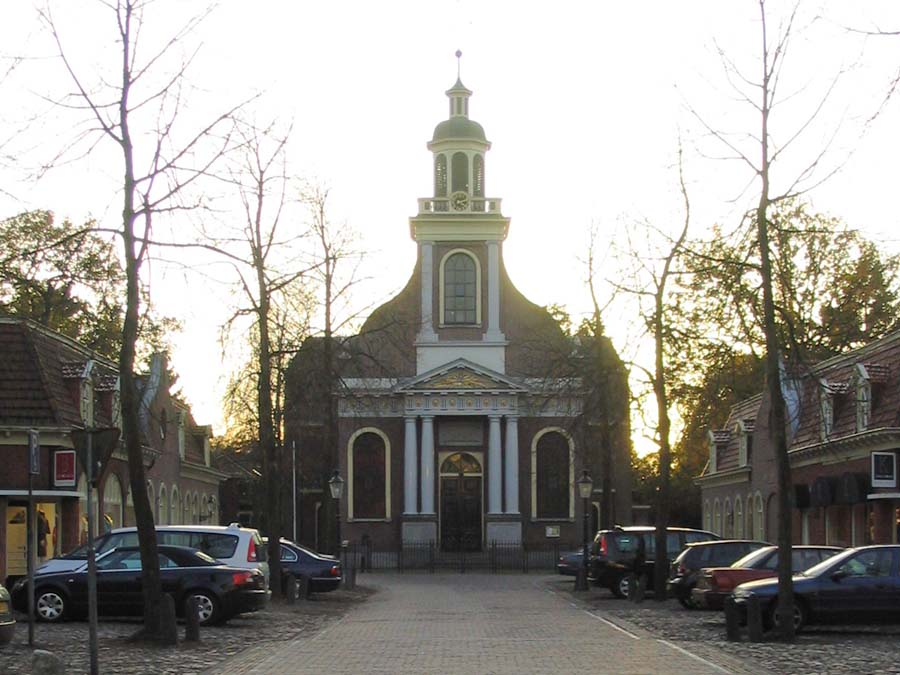
De Sint Petrus Bandenkerk.